# Alloxylon
Alloxylon is een geslacht van kleine tot gemiddeld grote bomen uit de familie Proteaceae. Het geslacht telt vier soorten. Drie soorten komen voor langs de oostkust van Australië. Alloxylon brachycarpum komt voor op Nieuw-Guinea en de Aru-eilanden. 

## Soorten
- Alloxylon brachycarpum (Sleumer) P.H.Weston & Crisp
- Alloxylon flammeum P.H.Weston & Crisp
- Alloxylon pinnatum (Maiden & Betche) P.H.Weston & Crisp
- Alloxylon wickhamii (W.Hill & F.Muell.) P.H.Weston & Crisp

... · 
Adenanthos · 
Alloxylon · 
Banksia · 
Grevillea · 
Leucadendron · 
Macadamia · 
Persoonia · 
Protea · 
Toronia · 
Xylomelum · 
...